# Бекленіщева
Беклені́щева (рос. Бекленищева) — присілок у складі Каменського міського округу Свердловської області.

## Клімат
Клімат села помірно-континентальний. Опадів більше випадає влітку і на початку осені. У рік випадає близько 478 мм опадів.
Середньорічна температура становить +2,5 °C. Найпрохолодніший місяць січень, з середньою температурою -14,9 °C, найтепліший — липень, з середньою температурою +19,2 °C. 
| Кліматограма Бекленіщева                                                                       | Кліматограма Бекленіщева | Кліматограма Бекленіщева | Кліматограма Бекленіщева | Кліматограма Бекленіщева | Кліматограма Бекленіщева | Кліматограма Бекленіщева | Кліматограма Бекленіщева | Кліматограма Бекленіщева | Кліматограма Бекленіщева | Кліматограма Бекленіщева | Кліматограма Бекленіщева |
| ---------------------------------------------------------------------------------------------- | ------------------------ | ------------------------ | ------------------------ | ------------------------ | ------------------------ | ------------------------ | ------------------------ | ------------------------ | ------------------------ | ------------------------ | ------------------------ |
| С                                                                                              | Л                        | Б                        | К                        | Т                        | Ч                        | Л                        | С                        | В                        | Ж                        | Л                        | Г                        |
| 22 −11 −19                                                                                     | 17 −9 −18                | 14 −1 −10                | 26 10 0                  | 43 18 6                  | 67 23 11                 | 88 25 14                 | 60 22 11                 | 49 15 6                  | 39 6 −1                  | 29 −3 −9                 | 24 −8 −15                |
| Середня макс. і мін. температури повітря (°C) Атмосферні опади (мм), за рік : 478 мм. Джерело: |                          |                          |                          |                          |                          |                          |                          |                          |                          |                          |                          |

## Населення
Станом на 2010 рік чисельність населення присілка — 55 осіб.
| 1904  | 1926  | 2002 | 2010 |
| ▬ 338 | ▲ 370 | ▼ 68 | ▼ 55 |

Національний склад станом на 2002 рік: росіяни — 96 %.